# William Colbeck
William Colbeck foi um oficial da Reserva da Marinha Real Britânica  Depois de ter estudado na Hull Grammar School, Colbeck entrou para a marinha mercante como aprendiz entre 1886 e 1890, adquirindo a licença de oficial náutico em  1890, a de imediato em 1892, a de mestre em 1894, e ainda uma outra de mestre em 1897. Em 1898, recebeu uma comissão da Marinha Real Britânica .
Naquele último ano, conheceu Carsten Borchgrevink, a bordo do SS Montebello, onde era primeiro-oficial, o qual o convidou para fazer parte da sua Expedição Southern Cross à Antárctida (1898–1900). Esta seria a primeira expedição a passar o Inverno naquele continente; Colbeck ficou responsável pelas observações magnéticas da expedição.
Depois de regressar a Inglaterra em 1900, voltou, de novo, à Antárctida, desta vez ao comando do navio de apoio
Morning, enviado para reabastecer o navio do capitão Robert Falcon Scott, o Discovery, que se encontrava preso no gelo no estreito de McMurdo.

Em 1901, recebeu o Back Award da Real Sociedade Geográfica, pelo seu trabalho na Terra de Vitória e durante a viagem do Southern Cross..
Em Janeiro de 1904, Colbeck regressou com o Morning, desta vez com instruções firmes para, a não ser que o Discovery pudesse ser retirado do gelo de forma expedita, o deveria abandonar; Colbeck deveria trazer Scott e a sua expedição para casa. Numa corrida contra o tempo, e com uma mudança positiva nas condições do gelo, o Discovery foi retirado do gelo e pode navegar de regresso a casa.
Em 1914, recebeu a Medalha Polar; ainda neste ano, foi trabalhar para a United Shipping Company de Londres, tornando-se, mais tarde, o seu Superintende Marítimo. O capitão Colbeck foi um dos membros fundadores da Honourable Company of Master Mariners.
 Em 1930, foi eleito Presidente do Antarctic Club, mas faleceu repentinamente mais tarde nesse ano. Encontra-se sepultado no Cemitério de Hither Green.

## Legado
O seu trabalho na Antárctida foi comemorado com a nomeação da baía Colbeck (71° 38′ S, 170° 05′ L) e do cabo Colbeck na Terra do Rei Eduardo VII (77° 07′ S, 158° 01′ O).